# Scytodes quattuordecemmaculata
Espèce
Synonymes
- Scytodes quattuordecemmaculata clarior Strand, 1907

Scytodes quattuordecemmaculata est une espèce d'araignées aranéomorphes de la famille des Scytodidae.

## Distribution
Cette espèce est endémique du Guangdong en Chine,.

## Systématique et taxinomie
Scytodes quattuordecemmaculata clarior a été placée en synonymie avec Scytodes quattuordecemmaculata par Nentwig, Blick, Gloor, Jäger et Kropf en 2019.

## Publication originale
- Strand, 1907 : Süd- und ostasiatische Spinnen. Abhandlungen der naturforschenden Gesellschaft zu Görlitz, vol. 25, p. 107-215.